# Dalibor Stojanović (Schachspieler)
Dalibor Stojanović (* 9. Dezember 1983 in Tuzla) ist ein bosnischer Schachspieler.

## Karriere
Die bosnische Einzelmeisterschaft konnte er 2014 in Zenica gewinnen. Er spielte für Bosnien bei sieben Schacholympiaden: 2006 bis 2018. Außerdem nahm er zweimal an den europäischen Mannschaftsmeisterschaften (2007 und 2009) teil.
Im Jahre 2004 wurde ihm der Titel Internationaler Meister (IM) verliehen, 2012 der Titel Großmeister (GM). Seit 2017 trägt er den Titel FIDE-Trainer. Seine höchste Elo-Zahl war 2517 im Dezember 2013.
| Die zur Anzeige dieser Grafik verwendete Erweiterung wurde dauerhaft deaktiviert. Wir arbeiten aktuell daran, diese und weitere betroffene Grafiken auf ein neues Format umzustellen. (Mehr dazu) |

## Verein
Stojanović ist im deutschen Vereinsschach seit 2019 für den SV Deggendorf tätig.